# Xatrac reial becgroc
El xatrac reial becgroc o xatrac crestat (Thalasseus bergii) és una espècie d'ocell de la família dels làrids (Laridae) que habita les costes atlàntiques d'Àfrica Meridional, des de Namíbia cap al sud, costa africana de l'Índic, Madagascar, Seychelles i altres illes properes, Mar Roig, Golf d'Aden i Golf Pèrsic, Sri Lanka, sud-est de la Xina, Filipines, illes Ryukyu, Indonèsia, Austràlia, Tasmània, Melanèsia, Micronèsia i sud de Polinèsia cap a l'est fins a Tuamotu.